# Party for Everybody
Party for Everybody – utwór rosyjskiej formacji Buranowskije Babuszki, napisany przez Wiktora Drobysza, Timofieja Leontjewa, Olgę Tuktariową i Mary Susan Applegate, nagrany i wydany w formie singla w 2012 roku.
W 2012 roku utwór reprezentował Rosję podczas 57. Konkursu Piosenki Eurowizji organizowanego w Baku, wygrywając 7 marca finał krajowych eliminacji po zdobyciu łącznie 38,51% poparcia telewidzów i jurorów. 22 maja numer został zaprezentowany przez wokalistki formacji – Natalję Pugaczową, Jekatierinę Szklajewą, Walentinę Piatczenko, Galinę Koniewą, Granię Bajsarową i Olgę Tuktariewą – podczas pierwszego koncertu finałowego widowiska jako czternasty w kolejności i z pierwszego miejsca awansował do sobotniego finału. Został w nim zaprezentowany z szóstym numerem startowym i zajął ostatecznie drugie miejsce, przegrywając jedynie z propozycją „Euphoria” Loreen reprezentującej Szwecję. Utwór zdobył w finale łącznie 259 punktów, w tym m.in. maksymalną notę 12 punktów od Białorusi.
Piosenka zawiera tekst w języku angielskim (refren) i udmurckim (zwrotki), zostając tym samym pierwszą eurowizyjną propozycję wykonaną w tym języku.

## Lista utworów
Winyl
1. „Party for Everybody” (Original Version)
2. „Party for Everybody” (Official Eurovision 2012 DJ Slon Party Remix)
3. „Party for Everybody” (DJ Karas Remix)
4. „Party for Everybody” (Music People Deejays Remix)
5. „Party for Everybody” (T.V.M. Remix (Radio Cut))
6. „Party for Everybody” (Ed Mortel & Michel Nekoz Remix)
7. „Party for Everybody” (KJ AIGer Remix) (DFM Version)
8. „Party for Everybody” (DJ Smash Remix)
9. „Party for Everybody” (DJ Sanya_JC Remix)
10. „Party for Everybody” (Doberman Remix (Radio Edit))

## Notowania na listach przebojów
| Kraj            | Lista (2012)              | Najwyższe miejsce |
| --------------- | ------------------------- | ----------------- |
| Rosja           | Russian Airplay Chart     | 1                 |
| Belgia          | Singles Top 50 (Flandria) | 37                |
| Austria         | Singles Top 75            | 38                |
| Szwecja         | Singles Top 60            | 43                |
| Niemcy          | Single Top 100            | 44                |
| Irlandia        | Singles Top 100           | 61                |
| Wielka Brytania | Singles Top 100           | 159               |